# AAA-Saison 1931
Die AAA-Saison 1931 war die 14. Meisterschaftssaison im US-amerikanischen Formelsport. Sie begann am 30. Mai mit dem Indianapolis 500 und endete am 12. September in Syracuse. Louis Schneider sicherte sich den Titel.

## Rennergebnisse
| Nr. | Datum         | Veranstaltung (Rennstrecke)                                           | Meilen | Sieger          | Sieger          | Siegerteam     |
| --- | ------------- | --------------------------------------------------------------------- | ------ | --------------- | --------------- | -------------- |
| 1   | 30. Mai       | International 500 Mile Sweepstakes (Indianapolis Motor Speedway) (ZO) | 500    | Louis Schneider | Louis Schneider | Stevens-Miller |
| 2   | 14. Juni      | Detroit Race (Michigan State Fairgrounds Speedway) (UO)               | 100    | Louis Meyer     | Louis Meyer     | Stevens-Miller |
| 3   | 04. Juli      | Altoona Race 1 (Altoona Speedway) (HB)                                | 100    | Lou Moore       | Lou Moore       | Miller         |
| 4   | 07. September | Altoona (Altoona Speedway) (HB)                                       | 25     | Lauf 1          | Jimmy Gleason   | Duesenberg     |
| 5   | 07. September | Altoona (Altoona Speedway) (HB)                                       | 25     | Lauf 2          | Shorty Cantlon  | Miller         |
| 6   | 07. September | Altoona (Altoona Speedway) (HB)                                       | 100    | Hauptlauf       | Shorty Cantlon  | Miller         |
| 7   | 12. September | Syracuse Race (New York State Fairgrounds) (UB)                       | 100    | Lou Moore       | Lou Moore       | Miller         |

- Erklärung: HB: Holzbahn (Board track), ZO: Ziegelsteinoval, UO: Unbefestigtes Oval

## Fahrer-Meisterschaft (Top 10)
| 1. | Louis Schneider | 712,5 |
| 2. | Fred Frame      | 540   |
| 3. | Ralph Hepburn   | 362   |
| 4. | Russ Snowberger | 330   |
| 5. | Jimmy Gleason   | 329   |

| 6.  | Shorty Cantlon | 296   |
| 7.  | Ernie Triplett | 290   |
| 8.  | Lou Moore      | 240   |
| 9.  | Chet Miller    | 216,2 |
| 10. | Bill Cummings  | 191,5 |